# Serapione (funzionario)
Serapione (in greco antico: Σεραπίων?, Serapíon; fl. I secolo a.C.) è stato un funzionario egizio del periodo tolemaico.

## Biografia
Serapione fu ambasciatore a Roma per conto del re egizio Tolomeo XII Aulete (80-58 a.C., 55-51 a.C.) e fu un uomo di grande influenza sotto il suo regno. Poco dopo la morte dell'Aulete, i suoi figli maggiore (Tolomeo XIII e Cleopatra) combatterono tra di loro la guerra civile alessandrina (48-47 a.C.). Il generale romano Gaio Giulio Cesare, arrivato in Egitto, cercò di calmare la situazione e fece inviare da Tolomeo due ambasciatori, Serapione e Dioscoride, per ordinare al suo generale Achilla di smantellare l'esercito; tuttavia questi, capendo che i due uomini venivano per conto di Cesare e non del re, ordinò di farli uccidere, ma uno dei due riuscì a fuggire venendo solamente ferito (2 novembre 48 a.C.): probabilmente fu Dioscoride a sopravvivere, poiché un suo omonimo (quindi lui stesso) prese parte a successive azioni nella guerra. Se tuttavia fu Serapione a sopravvivere, allora è probabilmente la stessa persona dello stratego di Cipro Serapione, morto nel 41 a.C.